# صموئيل إنجل
صموئيل إنجل (بالألمانية: Samuel Engel) (و. 1702 – 1784 م) هو أمين مكتبة، وعالم اقتصاد، وسياسي، وعالم زراعة، وجغرافي، من سويسرا، ولد في برن، توفي في برن، عن عمر يناهز 82 عاماً.